# Natalia Lafourcade (album)
Natalia Lafourcade è il primo album in studio della cantante messicana Natalia Lafourcade, pubblicato nel 2002.

## Tracce
1. Introducción – 0:36 (Lafourcade)
2. Busca Un Problema – 3:06 (Lafourcade)
3. En El 2000 – 3:35 (Lafourcade)
4. El Destino – 3:04 (Lafourcade)
5. Mango – 2:36 (Lafourcade)
6. Elefantes – 4:09 (Lafourcade)
7. Otra Vez – 3:45 (Lafourcade, Loris Ceroni)
8. Te Quiero Dar – 4:24 (Lafourcade)
9. Georgina – 3:57 (Lafourcade)
10. Mírame, Mírate – 3:58 (Mauricio L. Arriaga)
11. Noche Divina – 3:57 (Lafourcade, Arriaga, Ceroni)
12. Mañana Olvidaré – 4:15 (Lafourcade)
13. Mango (Remix) – 4:49 (Lafourcade)
14. Elefantes (Acústica) – 4:01 (Lafourcade)